# ブラッド・ダイヤモンド
『ブラッド・ダイヤモンド』（原題：Blood Diamond）は、2006年公開のアメリカ合衆国の映画。アフリカ・シエラレオネの内戦（1991年 - 2002年）での、「ブラッド・ダイヤモンド（紛争の資金調達のため不法に取引される、いわゆる紛争ダイヤモンド）」を巡るサスペンス。
第77回（2006年）ナショナル・ボード・オブ・レビュー賞のトップ10で第3位に選ばれ、ジャイモン・フンスーが助演男優賞を受賞した。また、第79回（2006年度）アカデミー賞では主演男優・助演男優・音響編集・録音・編集の5部門に、第64回（2006年度）ゴールデングローブ賞では主演男優賞（ドラマ部門）にノミネートされた。

## ストーリー
1999年、内戦が続く西アフリカのシエラレオネ。反政府武装勢力の革命統一戦線（RUF）に村を襲われた漁師のソロモンは、家族を逃がすことができたものの、自身はRUFに捕まってしまう。武器調達の資金源となるダイヤモンド採掘場での強制労働中、ソロモンは大粒のピンクダイヤモンドを発見し隠そうとするが、RUFのポイズン大尉に見つかってしまう。丁度その時、政府軍による攻撃が始まり、ポイズン大尉が爆発で顔を負傷し倒れた隙に、ソロモンはピンクダイヤを採掘場近くに埋めて隠す。ソロモンとポイズン大尉は、政府軍に捕まり留置場へと連行される。
ローデシア出身の元白人傭兵のアーチャーは、RUFから武器調達と交換でダイヤを受け取る。受け取ったダイヤを隣国リベリアへ密輸しようとするが、途中シエラレオネ政府軍に見つかり逮捕されてしまう。留置場でソロモンとポイズン大尉のやり取りを聞いたアーチャーは、ソロモンが見つけたピンクダイヤを横取りしようと考え、出所後彼も釈放させ、ピンクダイヤの在り処を聞き出そうとする。
首都フリータウンの海辺のクラブで、アーチャーは紛争ダイヤの密輸の実態を追うジャーナリスト、マディーと知り合う。彼女はアーチャーが紛争ダイヤのブローカーだと知ると、証拠を求めて接近するが、アーチャーは敬遠する。直後にRUFがフリータウンを攻撃、これを制圧すると、自由の身となったポイズン大尉は、拉致したソロモンの息子ディアを麻薬漬けにして少年兵として育て上げる。アーチャーは、ソロモンとともに採掘場を目指す途中、マディーの協力で彼をリベリアの難民キャンプに収容されていた家族と引き合わせる。しかし息子がRUFに拉致されたことを知ったソロモンは悲嘆に暮れる。
取材陣に紛れて採掘場近くの町へ移動中、一行はRUFに襲撃され、アーチャー、マディー、ソロモンは命からがら逃走する。途中、ジャングルの中でRUFの元少年兵を更生させる村にたどりつく。そこでアーチャーとマディーは心を通わせる。村を出たアーチャーは、南アフリカ軍時代の元上官であり、現在は民間軍事会社を率いるコッツィー大佐の部隊に合流する。彼はシエラレオネ政府軍よりRUF殲滅の任務を請け負っており、アーチャーにも参戦を迫る一方で、同様にピンクダイヤを狙っていた。ダイヤの裏取引の証拠をマディーに託したアーチャーは、ソロモンと2人で採掘場を目指す。途中、息子を必死に助けようとするソロモンを見てアーチャーの心は揺れ始める。
採掘場にたどり着くと、アーチャーはコッツィー大佐の部隊に明朝の空爆を依頼する。しかしその夜、ソロモンが抜け出して採掘場に忍び込みディアを探しだすが、すっかり洗脳されたディアは父を「敵だ」と言い、彼は拘束される。翌朝、ポイズン大尉はディアを人質に、ソロモンにピンクダイヤを掘り出すよう迫るが、その時大佐の攻撃ヘリコプターによる空爆が始まる。ソロモンは混乱の最中にディアを助けるため、ポイズン大尉に襲いかかり撲殺、潜んでいたアーチャーは、はぐれたディアを助けようとするが失敗、大佐の部隊が攻め寄せ採掘場は制圧される。アーチャーはソロモンからピンクダイヤを埋めた場所を聞き出そうとするが応じなかったため、大佐はディアを人質にして、無理矢理掘り起こさせようとした。しかし、一瞬の隙を突いてアーチャーが大佐と傭兵達を倒す。ピンクダイヤを掘り出したソロモンとディアを連れて、アーチャーは大佐の追手から逃走する。しかし大佐らを倒した際に被弾しており、衰弱して動けなくなる。覚悟を決めた彼はダイヤをソロモンに渡し、囮となって追手に銃を向ける。
アーチャーは最後に雄大な自然を見ながら衛星電話でマディーに連絡し、ソロモンを助けて欲しいこと、そして別れを告げて息絶える。

## 登場人物
ダニー・アーチャー
演 - レオナルド・ディカプリオ
ダイヤの密輸者。
ソロモン・バンディー
演 - ジャイモン・フンスー
漁師。反政府軍により家族と引き離される。
マディー・ボウエン
演 - ジェニファー・コネリー
ジャーナリスト。情報を目当てにアーチャーに近づく。
コッツィー大佐
演 - アーノルド・ヴォスルー
傭兵。シエラレオネ政府軍に協力している。
コーデル・ブラウン
演 - アントニー・コールマン
コッツィーの部下。
ポイズン大尉
演 - デヴィッド・ヘアウッド
ソロモンにスコップで叩きのめされて殺害される。
ベンジャミン・マガイ
演 - ベイジル・ウォレス
教師。
ナビル
演 - ジミ・ミストリー（英語版）
アーチャーの仲間。

## キャスト
| 役名                         | 俳優                     | 日本語吹き替え |
| ---------------------------- | ------------------------ | --- |
| ダニー・アーチャー           | レオナルド・ディカプリオ | 浪川大輔 |
| ソロモン・バンディー         | ジャイモン・フンスー     | 乃村健次 |
| マディー・ボウエン           | ジェニファー・コネリー   | 浅野まゆみ |
| コッツィー大佐               | アーノルド・ヴォスルー   | 菅生隆之 |
| コーデル・ブラウン           | アントニー・コールマン   | 家中宏 |
| ポイズン大尉                 | デヴィッド・ヘアウッド   | 宝亀克寿 |
| ベンジャミン・マガイ         | ベイジル・ウォレス       | 池田勝 |
| ナビル                       | ジミ・ミストリー         | 杉野博臣 |
| ルパート・シモンズ           | マイケル・シーン         | 家中宏 |
| ルドルフ・ヴァン・デ・カープ | マリウス・ウェイヤーズ   | 石住昭彦 |
| ウォーカー                   | スティーヴン・コリンズ   | 小島敏彦 |
| メッド                       | ンタレ・ムワイン         | 石住昭彦 |
| ディア・バンディー           | カギソ・クイパーズ       | |
| その他                       | N/A                      | 武田華、杉野博臣 酒井敬幸、赤城進 伝坂勉、梯篤司 恒松あゆみ、駒谷昌男 中村浩太郎、根本圭子 原田晃、海鋒拓也 田中雄士、十川史也 |
| 日本語版制作スタッフ         |                          | |
| 演出                         | 演出                     | 高田浩光 |
| 字幕翻訳                     | 字幕翻訳                 | 今泉恒子 |
| 吹替翻訳                     | 吹替翻訳                 | 小寺陽子 |
| 制作                         | 制作                     | プロセンスタジオ |

## キャッチコピー
- ダイヤの価値を決める“4つのC”―

color（色）　cut（カット）　clarity（透明度）　carat（カラット）
しかし、実は5つめのC<conflict（紛争）>が存在することを、あなたは知る―
- 「自由」「家族」「真実」―彼らはダイヤにそれぞれ違う輝きを見た。

## その他
- この映画では、反政府勢力のRUF側にのみ少年兵が登場するが、実際にはシエラレオネ政府軍も少年たちを兵士にしていた。
- ダニーの肩に彫られた刺青は、白人政権時代の南アフリカ防衛軍（英語版）に存在した精鋭部隊、第32大隊の紋章である。
- エンドロールではラッパーのNASによる、映画の為に作られた楽曲「SHINE ON 'EM」が流れるが、この曲はオリジナル・サウンドトラックには収録されていない。
- 映画には、実際に南スーダンで少年兵として戦い、その後イギリス人エイドワーカーに救い出されラッパーとなったEmmanuel Jalが参加している。